# Hypoeschrus clermonti
Hypoeschrus clermonti är en skalbaggsart som beskrevs av Pierre Lepesme och Stefan von Breuning 1956. Hypoeschrus clermonti ingår i släktet Hypoeschrus och familjen långhorningar. Inga underarter finns listade i Catalogue of Life.